# ژو زوئورن
ژو زوئورن (۱۶ ژانویه ۱۸۸۵–۶ مه ۱۹۶۷) نویسنده چینی بود که در درجه اول به عنوان مقاله‌نویس و مترجم شناخته می‌شود. او برادر کوچکتر لو شون (周树 人)، برادر دوم از سه برادر بود.(به انگلیسی: Zhou Zuoren)